# Fortune Brands Home & Security
Fortune Brands Home & Security est une entreprise américaine spécialisé dans les fournitures de décorations et d'ameublements. Elle est issue de la scission de Fortune Brands en 2011.

## Histoire
En mars 2015, Fortune Brands Home & Security acquiert pour 441 millions de dollars Norcraft, une entreprise américaine de vente de salle de bain et cuisine.